# Ештеван Гоміш
Ештéван Го́міш (порт. Estêvão Gomes, бл. 1483, Порту — 1538, річка Парагвай), відомий також в Іспанії як Естебан Гомес (ісп. Esteban Gómez) — португальський і іспанський мореплавець та дослідник. Перебуваючи на службу у Кастильської корони (Іспанія), він відплив у навколосвітню подорож у складі флотилії іншого португальця — Фернана Магеллана, але покинув експедицію, коли вона дійшла до Магелланової протоки і повернувся до Іспанії в травні 1521 року. У 1524 році він дослідив сучасну Нову Шотландію. Хоча історичні відомості різняться, Гоміш, можливо, заходив у Нью-Йоркську затоку і відкрив річку Гудзон. Завдяки його експедиції на карті світу Діогу Рібейру 1529 року майже ідеально окреслено східне узбережжя Північної Америки.

## Біографія
Гоміш народився в Порто, на півночі Португалії, і, ймовірно, у молодості плавав на португальських кораблях.
У 1516 році Ештеван Гоміш та декілька інших португальських мореплавців та картографів, що конфліктували з португальським королем Мануелем I, зібрались у Севільї, щоб запропонувати свої послуги нещодавно коронованому іспанському королю Карлу І Габсбургу. Серед них були дослідники та картографи Діогу Рібейру, Діогу та Дуарте Барбоза, Фернанду Магеллан, Жуан Серран та Жоржі Рейнель, космографи Франсішку та Руй Фалейру та фламандський купець Крістофер де Гаро.
У 1518 році Гоміш переїхав до Кастилії, де 10 лютого 1518 року був призначений штурманом (навігатором) в Каса-де-Контратасьйон в Севільї вже як Естебан Гомес.

## Плавання з Магелланом

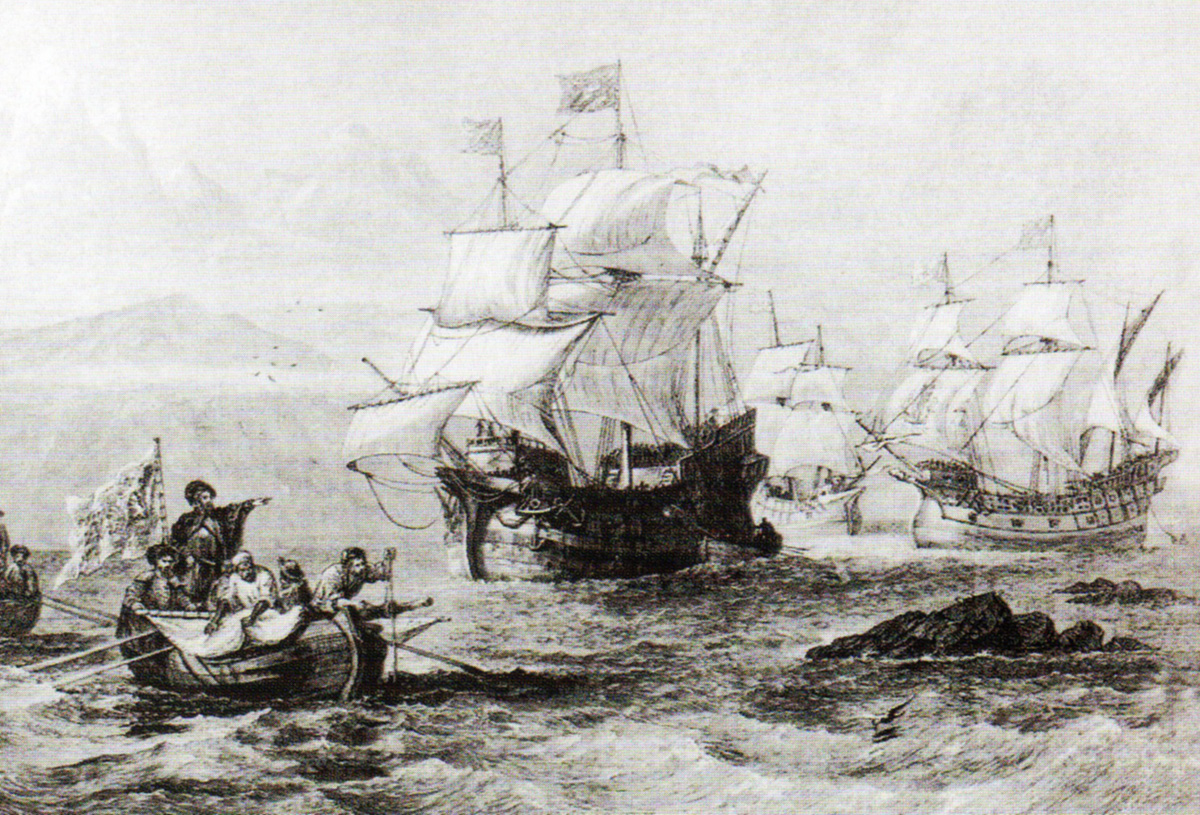
Кораблі Магеллана в протоці, яка згодом буде названа його ім'ям.

У 1519 р. Гоміш відплив разом з Магелланом у якості штурмана (pilot) флагманського корабля флотилії Магеллана «Тринідад». Експедиція вирушила на пошуки західного шляху до Островів прянощів, у плавання, яке згодом перетворилось на першу навколосвітню подорож.
Під час плавання, можливо внаслідок ув'язнення декількох членів флотилії через бунт біля берегів Аргентини, був переведений Магелланом на корабель «Сан-Антоніо». Після того, як було відкрито протоку в Тихий океан (в майбутньому названою Магеллановою протокою), Магеллан скликав офіцерів на нараду, де Ештеван Гоміш не безпідставно зазначив, що подальше плавання неможливе, оскільки припасів залишилося вкрай мало, а точна відстань до Молуккських островів нікому не відома, і запропонував повернутися в Іспанію, оголосити про здійснене відкриття, після чого повернутися і повторити спробу з новими кораблями і більшою кількістю провіанту. Однак Магеллан відкинув його аргументи і плавання продовжилося.
Незабаром після цього Гоміш і ряд інших моряків з «Сан-Антоніо» підняли бунт, заарештували капітана корабля від'єднались від флотилії і попрямували назад в Іспанію. 6 березня 1521 року Сан-Антоніо досягнув Севільї, однак там Гоміша було негайно звинувачено в дезертирстві і ув'язнено. Проте, коли єдиний корабель експедиції Магеллана, що пережив плавання, досягнув Іспанії у вересні 1522 р., і вцілілий екіпаж розповів про свої поневіряння протягом подальшої подорожі, Гоміша було звільнено з-під варти.

## Дослідження узбережжя Північної Америки
Гоміш зміг переконати імператора Карла V профінансувати нову експедицію, щоб знайти північний прохід до Островів Прянощів, легендарний Північно-західний прохід. Для цього у Більбао була збудована 50-тонна каравела « La Anunciada». Детальний звіт про суми, витрачені на будівництво каравели, придбання запасів, утримання екіпажу та полонених індіанців, був знайдений нещодавно в Archivo de Indias у Севільї.
Каравела відплила з Ла-Коруньї 24 вересня 1524 р. На борту було 29 чоловік, двома керівниками експедиції були Гоміш (капітан і штурман) та Педро де Луна (контролер). Зробивши стоянку у порту Сантьяго-де-Куба для поповнення свіжих запасів, «Ла Анунсьяда» пішла на північ уздовж східного узбережжя аж від Флориди до мису Рейс.
Плавання тривало 10 місяців 27 днів. Гомішу не вдалось знайти Північно-західний прохід і корабель повернувся до Іспанії, діставшись Коруньї 21 серпня 1525 р. Під час своєї подорожі Гоміш полонив понад 50 тубільців та доправив їх до Іспанії як підтвердження потенційно прибуткової торгівлі рабами. Карл V був неприємно вражений цим вчинком і доручив звільнити бранців.
Оскільки письмового звіту про плавання не зберіглось, а залишилась лише карта, існують значні розбіжності в поглядах щодо маршруту Гоміша. Можливо, Гоміш дістався на північ до протоки Кабота і мису Кейп-Бретон (в сьогоднішній канадській провінції Нова Шотландія). Він також увійшов у Нью-Йоркську затоку та річку Гудзон (яку він назвав «річкою Сан-Антоніо»). Однак питання — чи подорожував він з півночі на південь чи йшов з півдня залишається спірним. Він пройшов через Мен, де, на його думку, лиман річки Пенобскот був бажаним проходом.

## Дослідження Південної Америки
У 1535 році Гоміш відплив до Ріо-де-ла-Плата як головний штурман армади Педро де Мендоса. У лютому 1537 року він супроводжував Хуана де Айоласа у його знаменитому поході через Гран-Чако у пошуках срібла та золота. Через 14 місяців подорожі, Айолас, Гоміш та їх супутники повернулися на берег річки Парагвай, де навесні 1538 року всі вони потрапили в засідку та були вбиті індіанцями.

## Спадщина

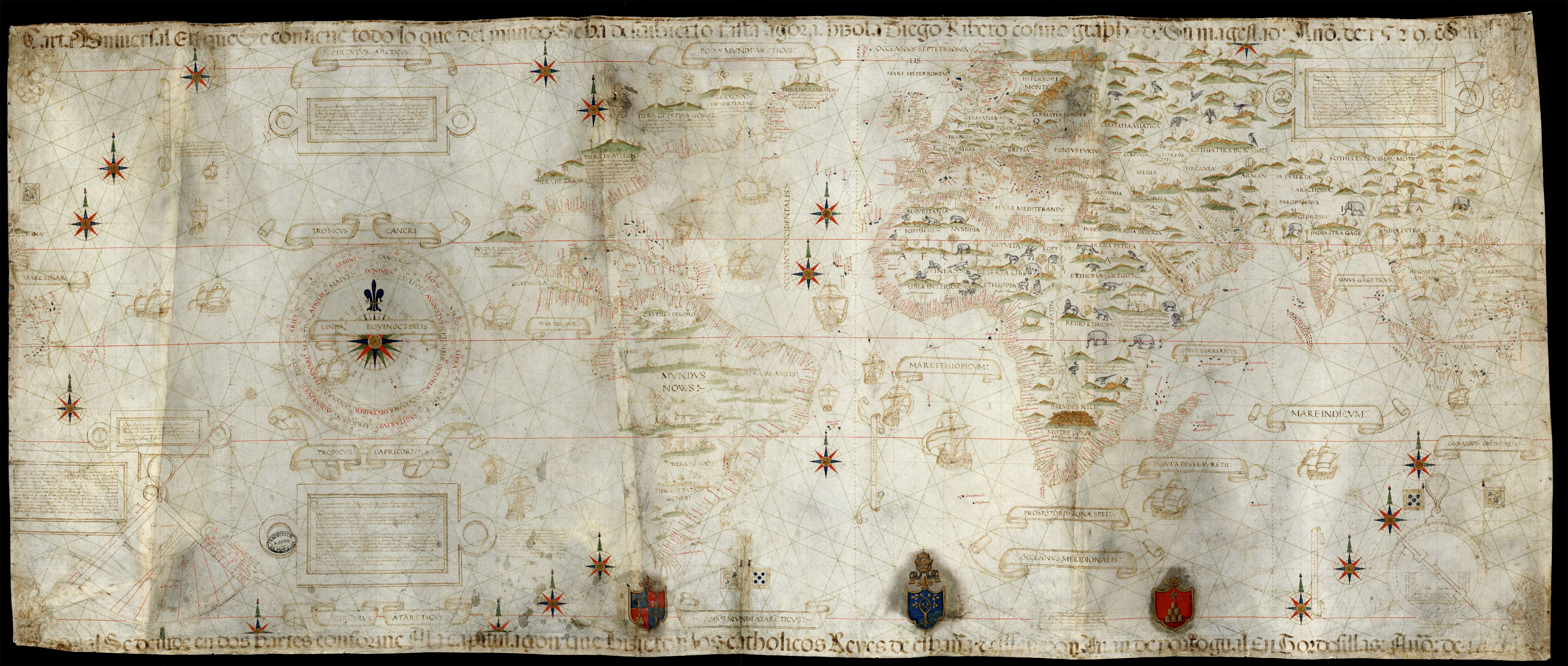
Карта Діогу Рібейру (1529) з зазначеній в Північній Америці «Землею Ештевана Гоміша» Оригінал знаходиться у Ватиканській бібліотеці.

Результати експедиції Гоміша дозволили іспанському картографу Діогу Рібейру майже ідеально зобразити східне узбережжя Північної Америки на своїй карті світу 1529 року.
В результаті того, що експедицією Гоміша не було знайдено Північно-західного проходу, на іспанських картах, що були складені після його повернення, показувалась суцільна берегова лінія від Флориди до Ньюфаундленду (чого не було раніше). На них також було позначено Tierra de Esteban Gómez («Земля Естебана Гомеса»), яка включала приблизно сучасну Нову Англію та Нову Шотландію. Першою картою, яка зробила це, стала «Кастильська карта», складена Педро Ріберо в 1525 році в Коруньї, незабаром після повернення Гоміша.
Алонсо де Санта-Крус у своєму «Islario general del mundo» (1542?) також подає інформацію щодо подорожі Гомеса, і позначає півострів Нова Шотландія як «Isla de San Juan». Мабуть, Гоміш не намагався проникнути в протоку Кабота, яка виглядала для нього просто як чергова затока, та проплив повз неї.